# Kia Kahawa
Kia Kahawa (* 24. Dezember 1993) ist eine deutsche Autorin und Unternehmerin aus Hannover.

## Leben
Kahawa ist gelernte Steuerfachangestellte. Sie beschreibt sich selbst als „Buchverbesserin“ und führt ein Unternehmen für Verlagsdienstleistungen.

## Werk
Kahawa schreibt Entwicklungsromane, in welchen sie Diskriminierung und Marginalisierung thematisiert. Auch ihre Science-Fiction-Werke befassen sich mit ähnlichen Themen, etwa den Persönlichkeitsrechten empfindungsfähiger künstlicher Intelligenzen.

## Bibliographie

### Romane
- Die Krankheitensammlerin. BookRix, München 2016. ISBN 978-3-7396-7057-7.
- Hanover's Blind. Books on Demand, Norderstedt 2018. ISBN 978-3-7407-3555-5.
- Nachklang der Hoffnung. Nova MD, Vachendorf 2020. ISBN 978-3-96966-440-7.
- Endstation. Plan9 Verlag, Hamburg 2021. ISBN 978-3-948700-12-6.
- Aufruhr. Plan9 Verlag, Hamburg 2022. ISBN 978-3-948700-61-4.

### Sachbuch
- Autoren an die Steuer, achte Auflage. Selbstverlag, Hannover 2025.

### Artikel (Auswahl)
- Trend-Plattform patreon.com. In: Der Selfpublisher. Nr. 13, März 2019.
- Workaholism – Mein Weg in die Arbeitssucht und wieder hinaus. In: Federwelt. Nr. 146, Februar 2021.
- Interaktive Hörbücher. In: Der Selfpublisher. Nr. 22, Juni 2021.

## Auszeichnungen
- 2019: Longlist des Deutschen Selfpublishingpreises für Hanover's Blind